# Svinö (Mariehamn, Åland)
Svinö är en ö i Åland (Finland). Den ligger i Skärgårdshavet eller Ålands hav och i kommunen Mariehamn i den ekonomiska regionen  Mariehamn i landskapet Åland, i den sydvästra delen av landet. Ön ligger nära Mariehamn och omkring 280 kilometer väster om Helsingfors.
Öns area är 1,06 kvadratkilometer och dess största längd är 1,6 kilometer i nord-sydlig riktning. Ön höjer sig omkring 25 meter över havsytan.